# Fondation Saint-Simon
Pour les articles homonymes, voir Saint-Simon.
La fondation Saint-Simon, fondée par François Furet en 1982, a réuni des hauts fonctionnaires et des responsables libéraux ainsi que des hommes d'affaires jusqu'à sa dissolution en 1999.

## Historique
Selon Pierre Rosanvallon, « la fondation Saint-Simon a été créée après le tournant de 1981, pour mettre sur pied un espace d'échange social et de production intellectuelle totalement indépendant, différent à la fois des clubs politiques et des institutions universitaires ».
Alain Minc et Jean Boissonnat attribuent le choix du nom à Emmanuel Le Roy Ladurie, comme synonyme d'ambiguïté, du fait des homonymies autour de Saint-Simon.
La fondation Saint-Simon se plaçait en opposition à tous les courants de pensée « totalitariste » et soutenait une démocratie accompagnée d'un libre développement du marché. La fondation s'est illustrée par la publication d'ouvrages à destination du grand public (Vive la crise ! en 1984 avec Yves Montand et La Guerre en face un an plus tard). Elle insistait en particulier sur le caractère indissociable de l'économie de marché et de la démocratie.
Elle voulait réconcilier le monde de l'université, celui de l'entreprise et celui de la haute administration en France. Selon Pierre Nora, c'était « la rencontre de gens qui avaient des moyens avec des gens qui avaient des idées ». Elle a publié des notes et des études. La fondation a fait l'objet au cours des années 1990 de nombreuses critiques mettant en cause son influence, jugée excessive et masquée, sur la politique française. Les membres de ce « club » très fermé formaient ce qu'Alain Minc appelait « le cercle de la raison » et que leurs adversaires qualifiaient de « cercle de la pensée unique ».
Selon la revue de l'association de critique des médias Acrimed, la fondation Saint-Simon « joua un rôle central dans la conversion de la gauche de gouvernement au libéralisme ». Grégory Rzepski, journaliste spécialisé dans l'étude des médias, relève que la fondation Saint-Simon a « fait émerger des thématiques appelées à occuper une place de choix dans le répertoire des idées conservatrices » et continue de constituer « un modèle pour nombre de think tanks ».
La fondation Saint-Simon était membre du club de La Haye (en), un groupe de contact réunissant vingt-cinq organisations similaires dans le monde.

## Membres
- Président : Roger Fauroux et François Furet
- Secrétaire : Pierre Rosanvallon
- Trésorier : Alain Minc
- Administrateurs : Jean-Claude Casanova, Jean Peyrelevade et Yves Sabouret

Parmi les autres membres on trouvait des chefs d'entreprises tels que Jean-Louis Beffa, Henry Hermand, Antoine Riboud, Christian Blanc, Jean-Luc Lagardère, Francis Mer, des journalistes comme Jean Daniel, Laurent Joffrin, Serge July, Christine Ockrent, Anne Sinclair, Franz-Olivier Giesbert, Jean-Marie Colombani, Michèle Cotta et Jean-Pierre Elkabbach ou encore le philosophe Luc Ferry, les sociologues Alain Touraine, Yves Lichtenberger, le politicien Bernard Kouchner et l'économiste Thomas Piketty. 

## Dissolution
Le 22 juin 1999, le conseil d'administration de la fondation Saint-Simon (Jean-Claude Casanova, Roger Fauroux, président, Alain Minc, Jean Peyrelevade, Pierre Rosanvallon) a décidé à l'unanimité de proposer à ses membres la dissolution de l'association au 31 décembre.
Pierre Rosanvallon, le secrétaire général de l'organisation, évoque alors « une histoire accomplie ». 
Le journal Libération souligne qu'en convertissant le Parti socialiste (PS) au libéralisme économique, la fondation a réalisé la mission qu'elle s'était donnée : « Créée en 1982 pour réconcilier la gauche française avec l'entreprise et l'Europe, la fondation Saint-Simon n'a plus vraiment de raison d'être : le gouvernement socialiste achève la privatisation des entreprises concurrentielles, favorise la flexibilité dans les entreprises, lance l'euro. »